# قمری-کوکوی آندامان
قمری-کوکوی آندامان (نام علمی: Macropygia rufipennis) نام یک گونه از سرده قمری-کوکو است.